# De Ochtend (NPO Klassiek)
De Ochtend (tot en met 2022 De Ochtend van 4) is een Nederlands radioprogramma op NPO Klassiek dat dagelijks van 7 tot 9 uur 's ochtends wordt uitgezonden door KRO-NCRV. Het was een programma van de KRO, dat in 2010 het ochtendprogramma Van Trigt tot Negen verving.
Het wordt gepresenteerd door Andrea van Pol, Hans Smit of Pieter van Nes. Eerder presenteerden ook Mieke van der Weij, Niels Heithuis, Liesbeth Staats en Margriet Vroomans het programma. In het programma wordt klassieke muziek afgewisseld met nieuws en actualiteiten, met een nadruk op cultureel nieuws. Elk uur is er rond het kwartier na het NOS Journaal een kort (meestal telefonisch) interview te horen naar aanleiding van het nieuws. Op werkdagen is er een cultureel cryptogram waarbij luisteraars een kleine prijs kunnen winnen. Dit cryptogram wordt verzorgd door Studio Steenhuis. Tot zijn dood in juni 2021 las A.L. Snijders op zondag een van zijn 'zkv's' (zeer korte verhalen) voor.
Sinds 1 januari 2023 heet het programma, doordat de zendernaam NPO Radio 4 werd vervangen door NPO Klassiek, “De Ochtend”. De presentatie is sinds die datum van maandag tot en met donderdag in handen van Andrea van Pol, de andere dagen blijft Hans Smit. Aldith Hunkar en Jeroen van Kan zijn de vaste invallers.